# Purgatorio - Canto secondo

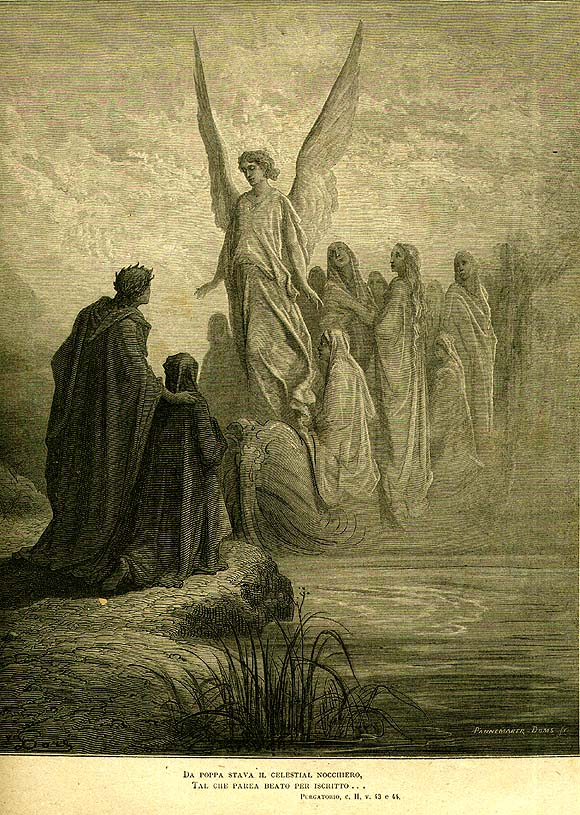
Illustrazione di Gustave Doré

Il canto secondo del Purgatorio di Dante Alighieri si svolge sulla spiaggia ai piedi della montagna del Purgatorio, dove arrivano le anime per iniziare la propria espiazione; siamo all'alba del 10 aprile 1300 (Pasqua), o secondo altri commentatori del 27 marzo 1300.

## Incipit
(Anonimo commentatore dantesco del XIV secolo)

## Temi e contenuti
- L'angelo nocchiero - vv. 1-51
- Le anime dei penitenti - vv. 52-75
- L'incontro con l'amico Casella - vv. 76-117
- Il rimprovero di Catone - vv. 118-133

## Sintesi
È l'alba, descritta con molti particolari astronomici, e già il cielo da vermiglio diventa dorato, quando ancora i due poeti si guardano intorno alla ricerca del cammino migliore da intraprendere, sulla spiaggia del monte del Purgatorio. Improvvisamente notano l'avvicinarsi di un punto luminosissimo che si muove a grande velocità, finché non riconoscono un angelo che, con la sola forza delle ali eterne e immacolate, fa avanzare l'imbarcazione dove sono trasportate dalla foce del Tevere fino all'isola del Purgatorio le anime destinate alla redenzione. Come i due poeti, anche le anime che approdano sono spaesate.
Le anime si accorgono che Dante è ancora vivo e si accalcano attorno (come la folla fa attorno a un uomo con un ramo d'ulivo in mano, dice Dante), e fra esse lo riconosce il musico fiorentino Casella. Si abbracciano - o cercano di farlo: Dante infatti, quasi traducendo un verso del libro VI dell'Eneide, esprime come inutilmente tenti di abbracciare quell'anima intangibile -; quindi Casella spiega perché solo ora arrivi al Purgatorio (infatti l'angelo, secondo la volontà di Dio, non accoglie sempre immediatamente le anime dei morti: ma ora che è iniziato il Giubileo, egli le traghetta tutte). Dante, ricordandosi dei bei tempi, prega il musico di intonare una canzone che dia sollievo alla sua anima affannata dal viaggio attraverso l'Inferno. Casella intona una canzone del Convivio, «Amor che ne la mente mi ragiona», con tale dolcezza che tutti rimangono estasiati ad ascoltare, ma all'improvviso irrompe Catone a rimproverare le anime e a spronare verso il cammino di redenzione loro, ma implicitamente anche Dante. La folla dopo il richiamo di Catone si disperde e torna sui propri passi.

## Analisi del canto

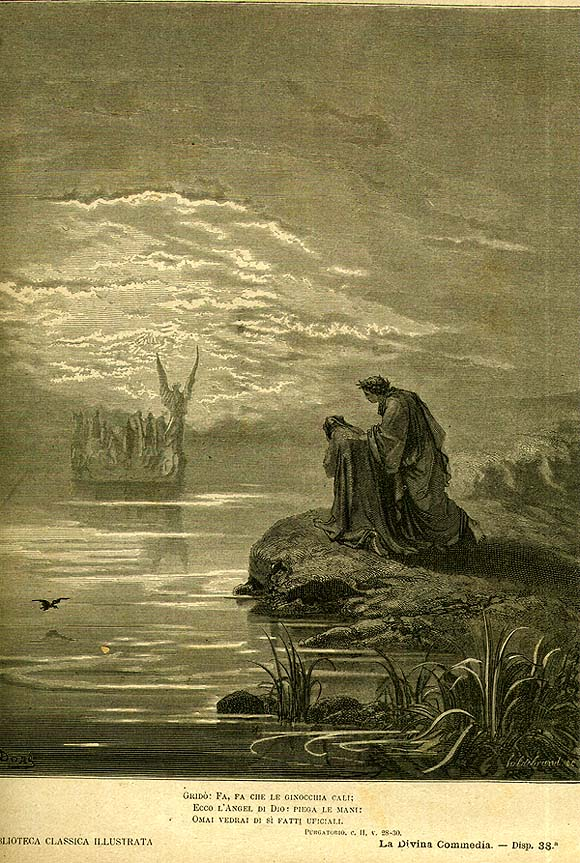
Arrivo della barca delle anime, Gustave Doré

Simile al canto precedente, la delicatissima descrizione dell'alba ci suggerisce implicitamente l'importanza del tempo nel Purgatorio, il suo essere calato in un'atmosfera in qualche modo terrena e temporale, a differenza dell'Inferno e del Paradiso: il Purgatorio infatti si trova nel mondo, ed è destinato a finire dopo il Giudizio Universale; lo scorrere del tempo è fondamentale in questo luogo, dal momento che da esso dipende la purgazione delle anime e la loro purificazione: vediamo poi che non solo conta il tempo effettivo dell'espiazione, ma quello che si trascorre nell'attesa di iniziare, come accade alle anime che aspettano nell'Antipurgatorio e a Casella stesso, a cui solo le indulgenze del Giubileo hanno permesso di essere accolto immediatamente dall'angelo nocchiero. Questo tra l'altro ci fornisce un'ulteriore conferma dell'anno nel quale si svolge la Divina Commedia, cioè il 1300.
Nonostante quest'attesa obbligata, nel canto è molto presente il motivo della velocità, soprattutto all'inizio; l'angelo appare velocissimo e altrettanto velocemente riparte, dopo che le anime si sono "gettate" sulla spiaggia. A questo motivo è contrapposto invece quello della lentezza, che compare non appena le anime iniziano ad indugiare presso i poeti, finché non interviene Catone a rimproverarle, introducendo un altro tema che ricorrerà spesso nel Purgatorio, e cioè quello della sollecitudine delle anime ad espiare.
Se le anime si erano attardate, è perché trattenute dalla "dolcezza" del canto di Casella. Il canto che invece gli espianti devono praticare è quello dei Salmi, come quello che appunto stavano cantando sulla barca che li trasportava: v. 46, "In exitu Israel de Aegypto", che invoca allegoricamente la liberazione dal peccato e dalla schiavitù della condizione terrena attraverso il salmo sulla liberazione degli Ebrei dall'Egitto (come spiega Dante stesso nel Convivio e nell'Epistola a Cangrande). Altra spia simbolica potrebbe essere il canto solitario di Casella, contrapposto all'armonia con cui invece le anime cantavano, "a una voce", il salmo. Questo ci porta anche a riflettere su come la prima immagine che ci è data di queste anime sia proprio quella del coro, dell'armonia, della solidarietà: nel Purgatorio infatti le anime sono solidali tra loro - a differenza dell'Inferno, dove invece si insultano e litigano -, e solidali con Dante, qui loro eguale ben più che nelle altre cantiche, come testimonia anche la ricorrenza di sorrisi, di abbracci, di cui il primo è proprio quello tra Dante e Casella.